# Wilbur Thomson
Wilbur Thomson (Estados Unidos, 6 de abril de 1921-25 de diciembre de 2013) fue un atleta estadounidense, especialista en la prueba de lanzamiento de peso en la que llegó a ser campeón olímpico en 1948.

## Carrera deportiva
En los JJ. OO. de Londres 1948 ganó la medalla de oro en el lanzamiento de peso, con una marca de 17.12 metros, superando a sus compatriotas los también estadounidenses Jim Delaney (plata) y Jim Fuchs.